# کمیته المپیک کوزوو
کمیته المپیک کوزوو (آلبانیایی: Komiteti Olimpik i Kosovës) یک سازمان ورزشی است که نماینده کشور کوزوو در کمیته بین‌المللی المپیک می‌باشد.
این سازمان که در سال ۱۹۹۲ تأسیس شده مسئول آماده‌سازی و اعزام ورزشکاران به بازی‌های المپیک، بازی‌های المپیک جوانان و بازی‌های اروپایی است.